# Maria Funder
Maria Funder (* 1956) ist eine deutsche Soziologin. Sie ist Professorin an der Philipps-Universität Marburg, ihre Arbeitsbereiche sind: Wirtschaft, Arbeit, Organisation und Geschlecht.

## Leben
Maria Funder studierte von 1976 bis 1982 Soziologie an der Universität Bielefeld und war dann dort als Diplom-Soziologin bis 1989 wissenschaftliche Mitarbeiterin. Danach wechselte sie an die Ruhr-Universität Bochum und wurde 1992 an der Universität Bielefeld promoviert. Von 1992 bis 1998 war sie als wissenschaftliche Assistentin an der Universität Bochum tätig, wo sie 1998 für Soziologie habilitiert wurde. Es folgten eine Gastprofessur (1998–2000) an der Universität Linz. Nach einer neunmonatigen Lehrstuhlvertretung wurde Maria Funder im November 2000 von der Universität Marburg zur Universitätsprofessorin ernannt.

## Schriften (Auswahl)
- Konzernreorganisation im Spannungsfeld zwischen Zentralisierung und Dezentralisierung, 1998.
- Paradoxien der Reorganisation, Hampp, München 1999, ISBN 3-87988-425-0.
- Geschlechteregalität – mehr Schein als Sein, Edition Sigma, Berlin 2006, ISBN 978-3-8360-8674-5.
- Soziologie der Wirtschaft. Oldenbourg Verlag, München 2011, ISBN 978-3-486-59835-3.